# 葡萄牙高速鐵路

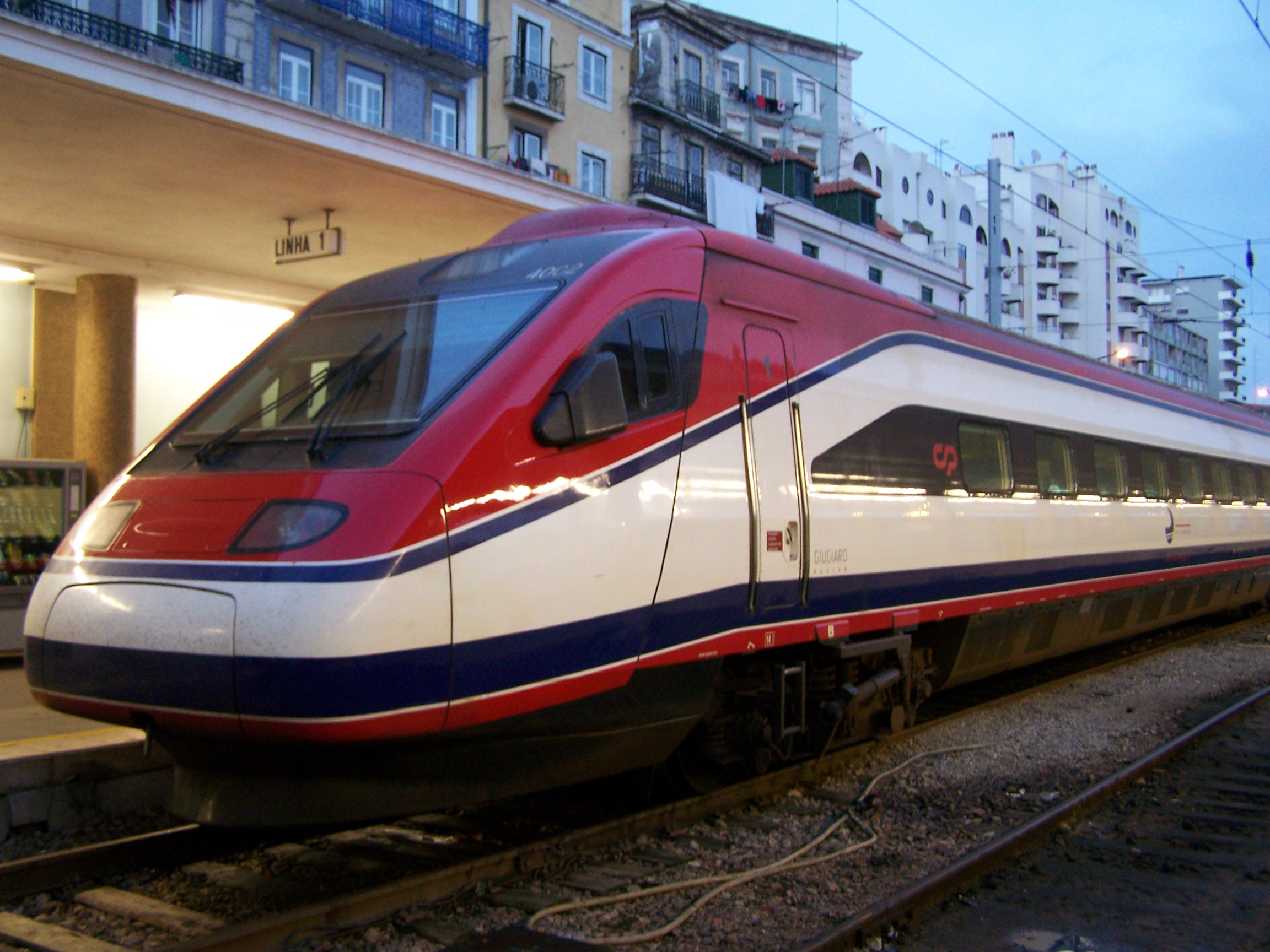
在里斯本聖阿波隆尼亞車站的阿爾法傾斜式列車

葡萄牙高速鐵路是一條原计划建于葡萄牙國內的高速鐵路系統。最早在2009年2月，葡萄牙政府宣布計劃興建一條從里斯本到馬德里的高速鐵路；然而，這項計畫在2012年3月時因為經濟與司法因素而取消了。 當時，政府聲稱，這項高鐵興建計劃將能夠創造高達78億歐元的產值以及100,000個就業機會，並且原訂路線將能夠與西班牙高鐵的南部路線連結。。
2020 年 10 月，葡萄牙政府提議在里斯本和波爾圖之間建設車程為 75 分鐘的鐵路線，在波爾圖和維戈（西班牙）之間建設車程為 55 分鐘的鐵路線。這些新線路將連接上述城市、萊里亞、科英布拉、阿威羅和布拉加的現有鐵路系統，從而縮短該國的整體旅行時間。

## 當前狀態
1993年，配備三輛Corail車的Eurosprinter5601在常規客運服務中時速達到了220公里/小時，並行駛於北線的埃斯皮纽和Avance站之間。
自1999年7月1日起，葡萄牙鐵路公司（CP）便已開始將阿爾法傾斜式列車投入旅客運輸服務，其行車路線為葡萄牙的北部邊界到阿爾加維，行車時速為220公里/小時。
此鐵路營運所使用的10列列車是依照義大利的潘多利諾 ETR 480 所設計，列車的先期組裝工程由 Sorefame / ABB戴姆勒-賓士運輸系統 （Adtranz）在葡萄牙阿馬多拉的工廠進行。而這項列車組裝案中，飛雅特鐵路是這項工程的主承包商，西門子與ADtranz則是擔任分包商的腳色。
除上述已投入營運的高速鐵路之外，葡萄牙鐵路旗下的城際列車 "corail" 也已經將行車時速提升至 200每小時（120英里每小時），並且，這些車廂是用 CP 5600 機車來拖動（該機車等同於西班牙國鐵的 252 型機車頭 ）。所有的“corail”車廂都是依照法國國家鐵路公司（SNCF）“corail”的車體設計，然而其車體是在 Sorefame 工廠用不銹鋼製作為車體外殼製成。

## 當前基礎建設
目前，北部路線已完成部分路線的現代化更新，使列車往返里斯本 - 阿爾韋卡、希拉自由鎮 - 聖塔倫、蓬巴爾 - 阿爾法雷盧什、梅阿利亞達 - 埃斯皮纽之間能夠以時速 220公里/小時 的速度運行，並能夠充分的使用其傾斜式列車的優勢讓列車在路線上彎道處還能夠擁有 140-180公里/小時 的速度。目前，現代化工程仍在持續進行中，目的是希望讓其餘延伸的路線都能夠達到這樣的時速標準。
南部路線方面已完成里斯本 - 新皮尼亞爾以及格蘭杜拉 - 豐謝拉（Funcheira）路線的現代化更新，讓上述路線之間的行車時速能夠到達 220公里/小時 ；當前，新型態的鐵路類型已投入新皮尼亞爾 - 格蘭杜拉之間的鐵道營運中，這使得里斯本與豐謝拉之間（兩地距離150公里）的列車能夠以無縫接軌的狀況下以時速 220公里/小時 來奔馳。 其中，能夠使行車時速達到 220公里/小時 的最重要因素，就是該路段使用的阿爾法傾斜式列車，其最高時速就是 220公里/小時 。而此類型列車行經須以最低速通過的路段時則是以常規鐵路列車時速的 20-40公里/小時 來行駛。在高速路段上，常規鐵路列車的時速將可達到 200公里/小時 而傾斜式列車時速則能夠更提升到 220公里/小時 。不過這些高速路段的時速限制往往低於 220公里/小時 。
2011年2月開始，列車開始使用 Alcácer 繞行技術，將29公里長的路線透過上述方法截彎取直縮短6.7公里，其中截彎取直的項目包含了橫跨薩杜河的橋樑。這使得當列車行駛於這些路段上，時速將能夠提升至 200公里/小時 ，或利用傾斜式列車技術讓時速更提升至 220公里/小時 。這種新型的繞行技術讓南部路線里斯本到阿爾加維之間的行車時間能夠減少10分鐘。
列車每小時來回波爾圖與里斯本之間的車班中，絕大多數皆使用阿爾法傾斜式列車營運（最快的車班中途僅停靠科英布拉與阿威羅兩站）, 其餘阿爾法傾斜式列車與部分城際列車（其中機車頭拖動5/14的車廂，並且行車時速為 200公里/小時 ）來回波爾圖與里斯本之間，中途將會停靠6至9個車站。在此之後，城際列車將向北行駛到 吉馬良斯，部分的阿爾法傾斜式列車同樣向北行駛，但到達布拉加，而其餘的列車則向南行駛到達法魯來繼續營運，兩列阿爾法傾斜式列車服務於波爾圖 - 里斯本之間，三列城際列車服務於里斯本 - 法魯之間（使用由 Sorefame 翻新的車輛，並且時速限制在 160公里/小時 ）。

## 目前計劃路線

### 里斯本至波爾圖
2022 年 10 月，葡萄牙政府宣布將於 2024 年開始建設一條從里斯本到波爾圖的新高速線路。新線路將採用雙軌和伊比利亞軌距建設。 它將允許最高 300 公里/小時的速度。 這將使里斯本和波爾圖之間的旅行時間從目前的 2 小時 49 分鐘減少到 1 小時 15 分鐘。 
工程分為三個不同階段，將於 2030 年後全部結束，這意味著工程將進行六年多。該項目的成本預計將達到 49 億歐元，其中歐盟出資 10 億歐元。
波爾圖和索雷之間的第一階段工程將於 2028 年完工。該線路上的現有車站將進行升級改造，以支援高速運營，並為乘客提供更多便利，並將減少 50 分鐘的旅行時間。此外，还将在维拉诺瓦德盖亚新建一个车站。
索雷和阿倫克爾之間的二期工程將於 2030 年底前完工，進一步縮短 40 分鐘的行車時間。 阿倫克爾和里斯本之間的最後階段將在 2030 年後的某個日期完成，使車程縮短 4 分鐘。
高速鐵路建設的最後一個階段將在 2030 年後結束，屆時將建造從加雷加多到里斯本東站的小徑。
這條線路將增加里斯本東站和坎帕尼揚車站的運力。 這條線路上的列車還將服務位於萊里亞、科英布拉和阿威羅的中途站（將同步獲升級），以及加亞新城的一個新車站。
目前，葡萄牙政府在位於阿爾馬達的葡萄牙基礎設施公司（IP）總部舉行儀式，啟動了波爾圖-里斯本高速鐵路計畫首段70公里波爾圖-坎帕哈-伊亞段的建設招標。葡萄牙總理、財政部長和投資促進署署長等其他內閣高級官員出席了儀式。

## 過往的高鐵計劃
2005年，葡萄牙政府批准了以下3條高鐵路線的興建計劃：
- 從首都里斯本到波爾圖（時速 300km/h 的新 HSL 預計將在2015年完成）。將可讓葡萄牙兩座最大的城市之間通勤時間只需要1個小時15分鐘。
- 從里斯本到馬德里（時速 350km/h 多種交通方式的新 HSL 預計將在2013年完成）[14])讓兩國之間首都的通勤時間只需要不到3個小時（預估將少於2個小時45分鐘）
- 從波爾圖到維戈（布拉加和邊界之間，時速 250 km/h 的多種交通方式新路線）這將使得兩地的通勤時間僅需要45分鐘，並將連結至維戈 - 聖地亞哥-德孔波斯特拉。

2009年12月12日，葡萄牙的公共建設，交通與通訊部宣布 Elos 財團獲得為期40的合約來興建，投資與維護 Poceirão 到西班牙國境卡亞之間前半段長達165公里的高鐵路線。而 PPP 的合約則是在2010年5月8日正式簽署，並且這項合約裡包含了興建埃武拉至卡亞之間運送貨物用的寬軌距軌道。最終，這項工程預估會在2013年底全數完工。
2012年3月，由於伴隨而來的法律紛爭，導致這項主張以標準軌距設計來連結至歐洲其他地區的貨運鐵路計劃最終遭到撤回。

## 外部連結
- Alfa Pendular （页面存档备份，存于） CP（葡萄牙鐵路公司）官網
- REFER （鐵路基礎結構公司）
- RAVE - Rede de Alta Velocidade （High Speed Infr. 公司，目前已成為 REFER 公司的一部分）